# Xylophanes perviridis
Xylophanes perviridis är en fjärilsart som beskrevs av Rothschild 1894. Xylophanes perviridis ingår i släktet Xylophanes och familjen svärmare. Inga underarter finns listade i Catalogue of Life.